# Komissarowka (obwód amurski)
Komissarowka (ros. Комиссаровка) – wieś (ros. sieło) w południowo-wschodniej Rosji, terytorialnie i administracyjnie należąca do rejonu biełogorskiego, w obwodzie amurskim. 
Według danych statystycznych z 2016 roku wieś zamieszkiwało 92 mieszkańców. 